# Zoque
Gli Zoque sono una popolazione indigena del Messico che vivono prevalentemente nel nord dello Stato del Chiapas e nella parte settentrionale dell'Istmo di Tehuantepec (stato di Oaxaca) e parlano diverse varianti delle Lingue zoque. La quasi totalità degli Zoque professa la religione cattolica anche se spesso influenzata dalle antiche religioni tradizionali.
La consistenza numerica della popolazione Zoque è incerta in quanto, secondo il censimento del 2000 ammontava a 41.609 persone, mentre secondo la Comisión Nacional para el Desarrollo de los Pueblos Indígenas(CDI) sarebbero 86.569
Gli Zoque sono strettamente correlati ai Mixe, le cui lingue sono fortemente apparentate e formano un'unica famiglia linguistica, quella delle Lingue mixe-zoque.

## Storia

### Periodo Pre-Coloniale
Prima della colonizzazione spagnola, gli Zoque occupavano una larga zona che andava dal Chiapas, fino all'Istmo di Tehuantepec ed a parte dello Stato di Tabasco. Si ritiene che fossero i discendenti diretti degli Olmechi che erano emigrati in Chiapas ed Oaxaca. Avevano buoni rapporti sociali e commerciali con gli Aztechi, fino al 1494, quando vennero invasi e sconfitti da questi ultimi guidati dal re Ahuizotl, e dovettero sottostare al pagamento di onerosi tributi.

### Periodo Coloniale
La conquista spagnola dei territori Zoque, guidata da Luis Marín iniziò nel 1523. Le terre vennero suddivise tra i coloni, e gli indigeni furono costretti a fornire lavoro e pagare tributi. 
Le malattie, lo sfruttamento e le miserabili condizioni in cui erano costretti a vivere, contribuirono ad una sensibile riduzione della popolazione Zoque.

### Periodo Moderno
La situazione degli Zoque non migliorò con l'indipendenza messicana, dal momento che lo sfruttamento è continuato ad opera dei mestizo e dei Creoli. Solo dal 1922, quando vennero assegnati loro le cosiddette ejido (Terre ed comuni), le loro condizioni di vita sono migliorate.

## Archeologia
Il 17 maggio 2010, gli archeologi annunciarono di aver scoperto, nel Messico meridionale, la tomba di un dignitario all'interno di una piramide. La tomba daterebbe a 2700 anni fa, ed è quindi la più antica sepoltura mai ritrovata in Mesoamerica.
Questa tomba venne edificata dagli Zoque a Chiapa de Corzo, nel Chiapas meridionale, circa 1000 anni prima della più antica tomba a piramide dei Maya conosciuta, quella del re Pakal a Palenque sempre nel Chiapas.

## Ceramica
Gli antichi Zoque avevano sviluppato una notevole industria della ceramica che si caratterizzava per il colore bianco bordato di nero.

## Vita tradizionale
Gli abiti tradizionali Zoque femminili (camicie bianche con ricami colorati, manica corta e scollatura aperta, maniche corte ricamate scollature aperte e lunghe gonne multicolori in popeline) vengono indossati solo in occasioni particolari. Alcuni uomini anziani, in comunità remote, indossano ancora le tradizionali camicie bianche di cotone
Le tipiche case Zoque sono generalmente rettangolari ad un solo piano, con una o due stanze, i muri, in mattoni cotti o crudi, vengono intonacati sia all'interno che all'esterno ed il tetto a quattro falde in tegole o paglia. Più recentemente vengono costruite utilizzando blocchi di cemento con tetti di lamiera ondulata e con pavimenti in cemento.
La cucina, usualmente, viene realizzata in una struttura separate dal resto della casa.